# Stradario di Livorno (A)
In questo Stradario di Livorno sono compresi i nomi di strade, piazze e luoghi del territorio comunale di Livorno e la loro storia, sia di quelli attuali che di quelli non più esistenti.

## A

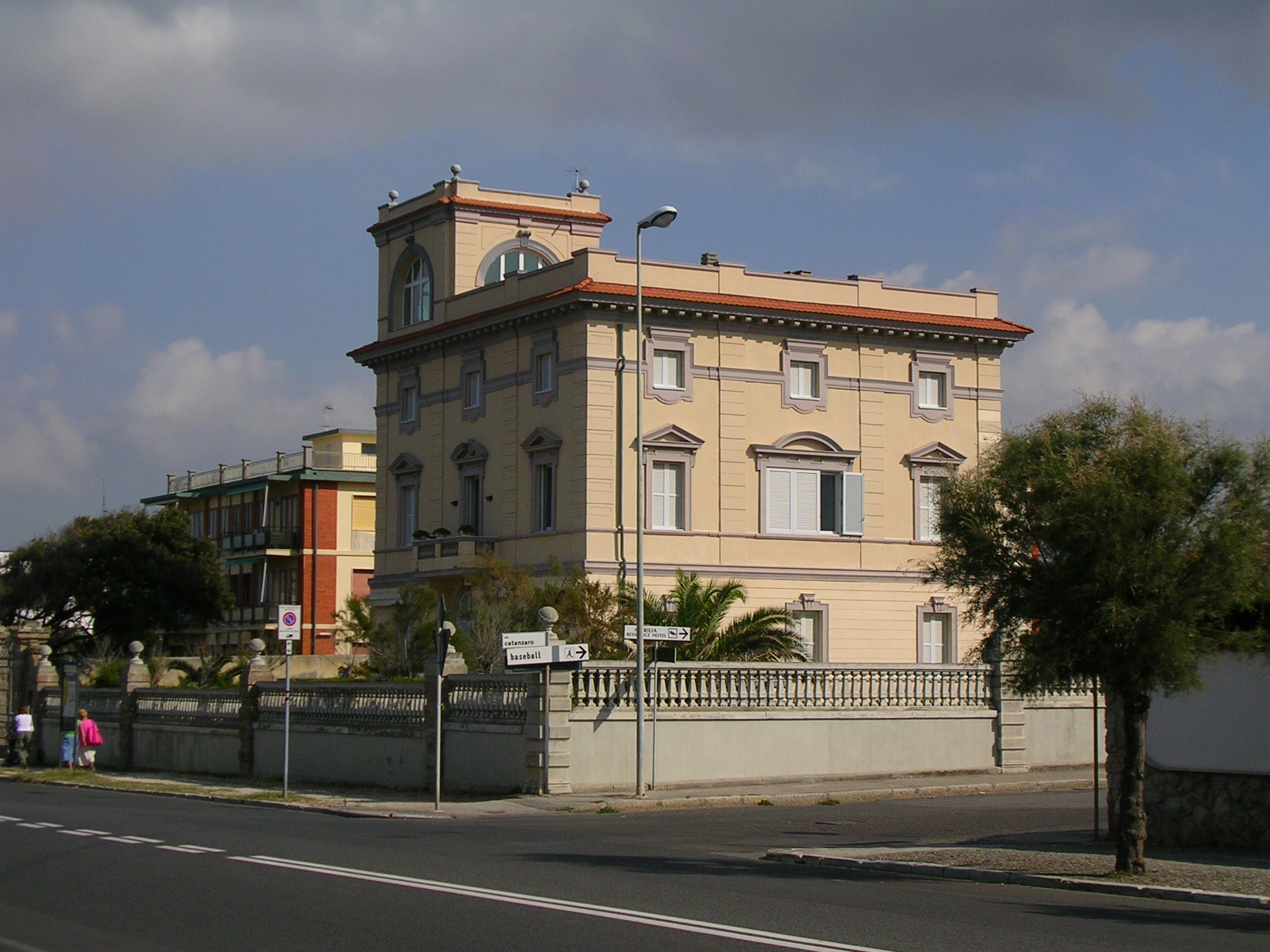
Viale d'Antignano: Villa Barsanti

Via Giuseppe Cesare Abbaha questo nome dal 1960, anno in cui fu costruita.
Via delle Abetellestrada realizzata nel 1971 fu inizialmente chiamata via del Vecchio Botro (dal fosso che qui scorreva e che poi fu coperto), ma già dall'anno successivo cambiò nome in quello attuale.
Via Abruzzifa parte della zona del quartiere di Coteto costruita negli anni sessanta; molte delle sue strade sono intitolate a regioni italiane. La strada ebbe questo nome nel 1960.
Via Accademia Labronical'Accademia Labronica fu costituita nel 1816 per promuovere la scienza, l'arte e la letteratura, e terminò la sua attività alla fine del XIX secolo. La biblioteca dell'accademia costituì il nucleo dell'attuale Biblioteca Labronica (cfr. ). La strada ebbe questo nome nel 1951, perché l'anno precedente fu posta nelle sue vicinanze la Biblioteca Labronica, all'interno della Villa Fabbricotti.
Via delle Acciugheebbe questo nome nel 1870, in precedenza si chiamò via del Palazzaccio (fin da prima del 1784, perché l'adiacente Palazzo Rosciano fu danneggiato dal terremoto del 1742) e stradino di Venezia Nuova. Il nome attuale deriva dalla presenza dei magazzini delle acciughe sotto sale.
Via degli Acquaioli
Via degli Acquedottiin origine era il Viale degli Acquedotti ed ebbe questo nome da prima del 1846.
Calata Addis Abeba
Via Luigi Ademollola strada ebbe questo nome il 3 settembre 1939.
Via Adrianaha questo nome da prima del 1846. Dal 1918 al 1945 si chiamò via Pietro Badoglio. Nel 1864 vi fu costruita la caserma dei Tranquilli (così detta perché di faccia alla via omonima) che funzionò da panificio militare fino al 1896, anno in cui fu chiuso perché da allora in poi il pane per i soldati di stanza a Livorno fu fatto venire da Lucca.
Via Aduaebbe questo nome nel 1940, in precedenza (da prima del 1846) fece parte di via del Cimitero inglese e via degli Inglesi, perché nelle sue adiacenze furono costruiti la chiesa e il cimitero anglicano.
Via dell'Agaveebbe questo nome nel 1962, anno in cui fu realizzata.
Via Agreste
Via degli Albatriebbe questo nome nel 1966, anno in cui fu realizzata.
Via Don Davide Albertariosacerdote (Filighera, 16 febbraio 1846 - Carenno, 21 settembre 1902), giornalista impegnato in campagne stampa contro le ingiustizie sociali (cfr. ). La strada ha questo nome dal 1960.
Via Pilo Albertelliprofessore di filosofia (Parma, 10 ottobre 1907 - Roma, 24 marzo 1944), martire delle Fosse Ardeatine e medaglia d'oro della Resistenza italiana (cfr.  e). La strada ha questo nome dal 1950.
Viale Vittorio Alfieriin origine fece parte della strada regia Suburbana e poi di via di Circonvallazione. Il 21 febbraio 1927 ebbe il nome attuale.
Via Salvador Allende
Via dell'Allorola strada ebbe questo nome nel 1958, anno in cui fu realizzata.
Via Piero Aloisimineralogista (1881 - 1938), studiò in particolare le rocce dell'Isola d'Elba (cfr.  e ). La strada ha questo nome dal 1966.
Banchina Alto Fondale
Via dell'Ambrogianala strada esiste da prima del 1582 e in origine si chiamava via dell'Imbrogiana (fino al 1845) o dell'Imbragiana, ma era comunemente nota anche come via dell'Erbuccia. Il 29 settembre 1891 fu qui trasferito dalla vecchia sede dietro la chiesa del Soccorso l'Istituto delle Terziarie serve di Maria, il cui scopo era l'istruzione delle bambine povere. L'istituto fu fondato nel giugno 1888 dalla scrittrice e filantropa Livia Bianchetti. In questa strada vi erano anche la cappella dell'Addolorata e la cappella Gherarducci.
Corso Amedeofiglio di re Vittorio Emanuele II d'Italia e primo duca d'Aosta. In origine fece parte di via delle Spianate, poi di via della Ragnaia (ma solo il tratto compreso tra via Mentana e via dell'Origine) e dal 5 settembre 1836, di Corso reale, con riferimento ad una corsa di cavalli che si svolgeva ogni anno in questa strada per ricordare l'inaugurazione della chiesa del Soccorso. Nel 1871 le fu assegnato il nome attuale. Fino al 1927 la strada comprese anche le attuali via Pio Alberto Del Corona e via Ferdinando Magagnini. Intorno al 1825 il tratto compreso fra via de Larderel e via Mentana si chiamò anche via del Sorelli.
Via Giovanni Amendolaebbe questo nome nel 1953.
Via degli Ammazzatoistrada a fondo cieco che prima del 1846 si chiamò via degli Ammazzatoi Nuovi (per distinguerla da via degli Ammazzatoi, l'attuale via del Leone, e da via degli Ammazzatoi Vecchi, parte dell'attuale via dell'Uffizio dei Grani) e via del Pallone. Prende nome dai vicini Macelli Pubblici.
Andana delle Ancore
Scali delle Ancoreha questo nome da prima del 1784, in riferimento ad una fabbrica o magazzino di ancore esistente fin dal 1546. Vi era la sede dei magazzini di generi alimentari. In fondo alla strada vi era una scala che saliva al vecchio ponte di Santa Trinità, scomparsa con la distruzione del ponte. Nei primi anni 2000 ne è stata realizzata un'altra che sale al nuovo ponte di Santa Trinità (costruito nei primi anni novanta del XX secolo).
Andana degli Anelli
Via Don Roberto Angelisacerdote (Schio, 3 luglio 1913 - Livorno, 26 maggio 1978), sopravvissuto a vari campi di sterminio durante la seconda guerra mondiale.
Via Diego Angiolettigenerale (Livorno, 1822 - 1905), senatore, ministro della Marina nel governo La Marmora. Ha questo nome dal 3 ottobre 1927.
Via dell'Angioloil nome si riferiva all'osteria dell'Angelo che a sua volta prendeva forse nome dall'omonima moneta. Prima del 1784 la strada era divisa in cinque parti che si chiamavano: via dell'Angiolo (fra via Grande e via delle Galere), via del Frascato (dal nome di una locanda, prima si chiamò via del Sottile; fra via delle Galere e via della Posta), via dei Bacchettoni (fra via della Posta e via dell'Orto), via degli Scalpellini (fra via dell'Orto e il ponte della Fortezza Nuova), via della Fortezza Nuova (ma anche via dell'Olmo, prima del 1784 e in seguito via della Pescheria Nuova; fra il ponte e gli scali del Vescovato). Nel 1784 tutte e cinque le parti vennero riunite sotto la denominazione di via dell'Angiolo, nel 1964 scomparve il quarto tratto con la realizzazione della via degli Avvalorati, mentre il quinto tratto nel 1970 venne rinominano via Monsignor Filippo Ganucci. Bacchettoni era il nome di una congregazione religiosa, la Compagnia delle Stimmate di San Francesco, detta dei "van chetoni" o "Bacchettoni", che in questa strada aveva una chiesa.
Via dell'Antica Polverieraprende questo nome da una polveriera costruita nel 1720 e demolita nel 1827. In fondo alla strada vi era la fornace dei vetri, già abbandonata agli inizi del Novecento. Nella Villa Bacci fu aperto un asilo per i bambini poveri nel 1901 ad opera delle Sorelle dei poveri di Santa Caterina da Siena.
Antignano (quartiere)borgo suburbano a sud della città, successivamente integrato nel tessuto urbanistico di Livorno, prende nome da un gentilizio romano, probabilmente Antinius o Antonius, proprietario del fondo sul quale nacque il primo nucleo abitato della frazione. Una falsa etimologia voleva che il nome derivasse da un'espressione ante ignem perché una colonna di legionari in marcia avrebbe incontrato un incendio dopo aver superato la località. Il villaggio è attestato già nel 1326 e la sua chiesa era già esistente nel 1370.
Viale di Antignanosi estende sul lungomare dai Tre Ponti al Castello di Antignano (costruito da Cosimo I nel 1567); fino al 1888 aveva un tracciato più tortuoso perché seguiva il profilo della costa ma in quell'anno fu rettificato con un tracciato più lineare. In precedenza si chiamò via della Barcaccia fino al 1888 (e con questo nome si estendeva oltre Quercianella), viale Principe di Napoli dal 25 maggio 1888 al 1918, e viale Vittorio Emanuele III dal 21 maggio 1918 al 1946, anno in cui ricevette il nome attuale.
Via dell'Antimonio
Via Giulio Anzilottimedico chirurgo (1874 - 1959), fu anche membro del consiglio provinciale di Livorno dal 1956 alla sua morte. La strada ha questo nome dal 1970.
Via degli Apostolila strada fu così chiamata intorno al 1870, dal nome dalle chiesa dei Santi Apostoli Pietro e Paolo costruita nel 1829.
Via degli Archinel 1871 le fu dato questo nome dalle arcate presenti ai due ingressi della strada. In precedenza si chiamò via dei Palandri (da prima del 1846) dal nome della famiglia proprietaria dei campi nei quali fu aperta la strada. Qui ai primi del Novecento si trovava una fabbrica di vernici, soprattutto di biacca e carbonato di piombo. Via degli Archi è anche il nome con il quale taluni chiamano impropriamente anche la via delle Sorgenti.
Ardenza (quartiere)in origine era una frazione esterna. Si è supposto che il nome derivi dal latino ardentia, "che arde", forse in riferimento ad un fuoco di segnalazione per le navi. Sembra però che nome derivi dal torrente che scorre nelle sue vicinanze, attestato in documenti alto-medievali come flumine lardensae.
Porticciolo di Ardenza
Via dell'Ardenzaebbe questo nome nel 1954. Fino ad allora fece parte di via del Littorale, che si estendeva fin oltre Quercianella.
Via dell'Arena Alfieriprende nome da un teatro all'aperto costruito nel 1841 fu aperta nei terreni della famiglia Messeri e ora scomparso, che inizialmente si chiamò Arena degli Acquedotti e poi Arena Alfieri, per cui anche la strada seguì queste denominazioni (prima via dell'Arena degli Acquedotti e poi via dell'Arena Alfieri).
Via degli Arrotini
Piazza dell'Arsenaleprende nome dall'Arsenale delle Galere costruito da Ferdinando I nel 1603. In precedenza fece parte di piazza di Porta Murata e poi di via Calafati. La piazza fu ampliata nel 1857 con l'interramento del canale dei Francesi (detto anche "fosso morto"). Nella piazza vi erano delle case che furono demolite per costruire la barriera del porto. Addossata all'arsenale si trovava anche una chiesa dedicata alla Madonna, a San Pietro e a Sant'Elmo, popolarmente chiamata "Madonnina del buon viaggio" perché chi partiva o tornava da viaggi per mare (specialmente marinai e pescatori) vi faceva o scioglieva voti. La chiesa fu aperta il 5 aprile 1704 ma l'11 maggio 1784 il granduca Pietro Leopoldo ordinò all'ultimo cappellano don Giovanni Graffeau di chiuderla, fra le resistenze dei maestri d'ascia che pregarono il granduca di tenerla aperta. Fu sconsacrata dal giansenista Baldovinetti l'11 gennaio 1878 e venduta con tutto ciò che conteneva; metà del ricavato andò al patrono della chiesa, il capitano Angiolo Vincler. Fu riaperta per breve tempo durante la rivolta popolare del 1790, ma poi demolita nello stesso anno.
Via dell'Arsenale
Via dell'Artigianatosi chiamò via del Poggetto e Picchianti (con riferimento al Poggetto di Santo Stefano, nei pressi della chiesa omonima), poi strada del Picchianti fino agli anni ottanta, quando ebbe il nome attuale. Indicazioni del 1576: campaccio de' Salviati, alle Pancane e viene a Ponte Arcione fino alla Fonte di Santo Stefano e luogo detto Chiesa di Santo Stefano, fra Ponte della Cigna fino alla strada Carrareccia che entra nella strada di Porto Pisano.
Piazza Artiglieria Folgore
Via Alfredo Ascolicivilista (Livorno 1863 - 1942). La strada fu realizzata nel 1963 e ricevette questo nome nel 1964.
Via degli Asilistrada realizzata nel 1870 nei terreni della famiglia Tonci e così chiamata dai due asili, maschile e femminile, intitolati a Enrico Mayer. Vi era anche l'ingresso ad un piazzale dove si trovava il teatro Arena Garibaldi.
Vicolo degli Asini
Via Aspromontein ricordo dello scontro fra truppe italiane e garibaldini avvenuto nel 1862. Ha questo nome dal 1962, anno del centenario dell'avvenimento.
Calata Assab
Piazza Atleti Azzurri
Piazza Attiasprende nome dalla villa Attias, costruita da Giuseppe Attias nel 1664 e demolita nel 1968 per realizzare la piazza e nuovi edifici. Dal 1831 la località ebbe il nome di quadrivio Attias, poi largo Attias con la demolizione di alcuni edifici. Ebbe la forma attuale negli anni settanta del Novecento e il nome attuale il 5 febbraio 1966.
SS1 Aurelia
Variante Aurelia
Via Aurelia
Avamportouno dei bacini del porto di Livorno ed è delimitato dalla diga frangiflutti della Vegliaia, dal Molo Novo e dalla diga della Meloria.
Viale degli Avvaloratiprende nome dal Teatro dei Signori Accademici Avvalorati o semplicemente Teatro degli Avvalorati (a sua volta così chiamato dall'Accademia degli Avvalorati, un sodalizio di intellettuali cittadini formatosi nel XVIII secolo, cfr ). Il teatro, costruito nel 1782, entrò in possesso dell'Accademia nel 1790 e si trovava all'inizio della strada, di fianco all'attuale palazzo del Municipio. Il primo tratto della strada, da piazza del Municipio a via della Madonna, si chiamò da prima del 1784 via Dietro il Palazzo del Granduca e successivamente via dei Lavatoi vecchi o anche via del Tagliere a causa di un incidente avvenuto il 25 marzo 1793 (un tagliere cadde da una finestra ferendo mortalmente alla testa il commerciante Antonio Antoni); il secondo tratto, da via della Madonna all'attuale Piazza della Repubblica, si chiamò via dell'Orto perché fu aperta nell'orto appartenente al convento francescano retrostante la chiesa della Madonna. Altri nomi furono via delle Mummie e via del Teatro. La strada attuale è molto più larga di quella precedente la seconda guerra mondiale, a causa della distruzione di alcuni caseggiati (compreso il teatro) durante i bombardamenti anglo-americani.
Via Azzatisi chiama così da prima del 1846 e prende nome dalla famiglia che all'epoca possedeva immobili nella zona.